# Палантин

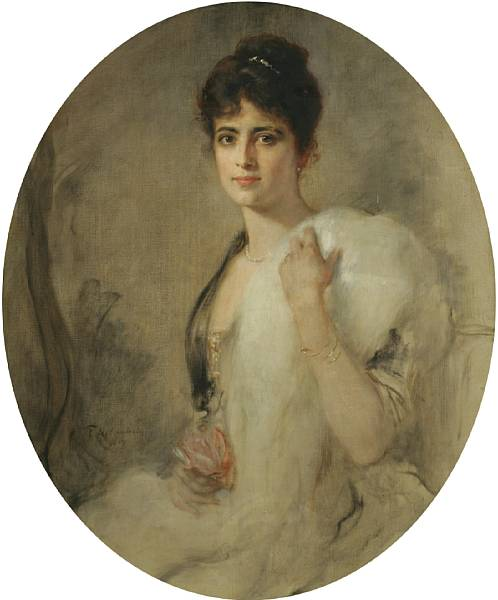
Фридрих Август фон Каульбах — предполагаемый портрет принцессы Марии фон Гогенцолерн (1917)

Паланти́н (фр. palantine от раlаtin — «пфальцский») — меховая или отделанная мехом длинная женская накидка прямоугольной формы. В настоящее время палантинами называют прямоугольные накидки из шерсти, шёлка, льна, атласа и многих других материалов. Такое покрывало с размерами не меньше полуметра по ширине и до двух метров длиной нередко украшено по краям либо по периметру узором; цветовая гамма разнообразна. Его можно использовать как накидку, повязывать как шарф или как головной убор.

## История
Этот элемент одежды вошёл в моду во Франции около 1676 года, когда Елизавета Шарлотта Пфальцская (Лизелотта), жена Филиппа I Орлеанского (младшего брата Людовика XIV), дочь курфюрста Пфальца (нем. Pfalz; фр. Palatinat) первой продемонстрировала элегантный способ защищаться от холода с помощью небольшого покрывала из собольих шкурок, привезенного ею со своей родины — немецкого княжества Пфальц. Название имеет происхождение от титула владельцев Пфальца-палантины, то есть первые из семи курфюрстов империи.

В России увлечение палантинами началось в XVIII веке. Мода на палантин пришла в Россию в 1724 году и пользовалась успехом вплоть до Революции 1917 года.

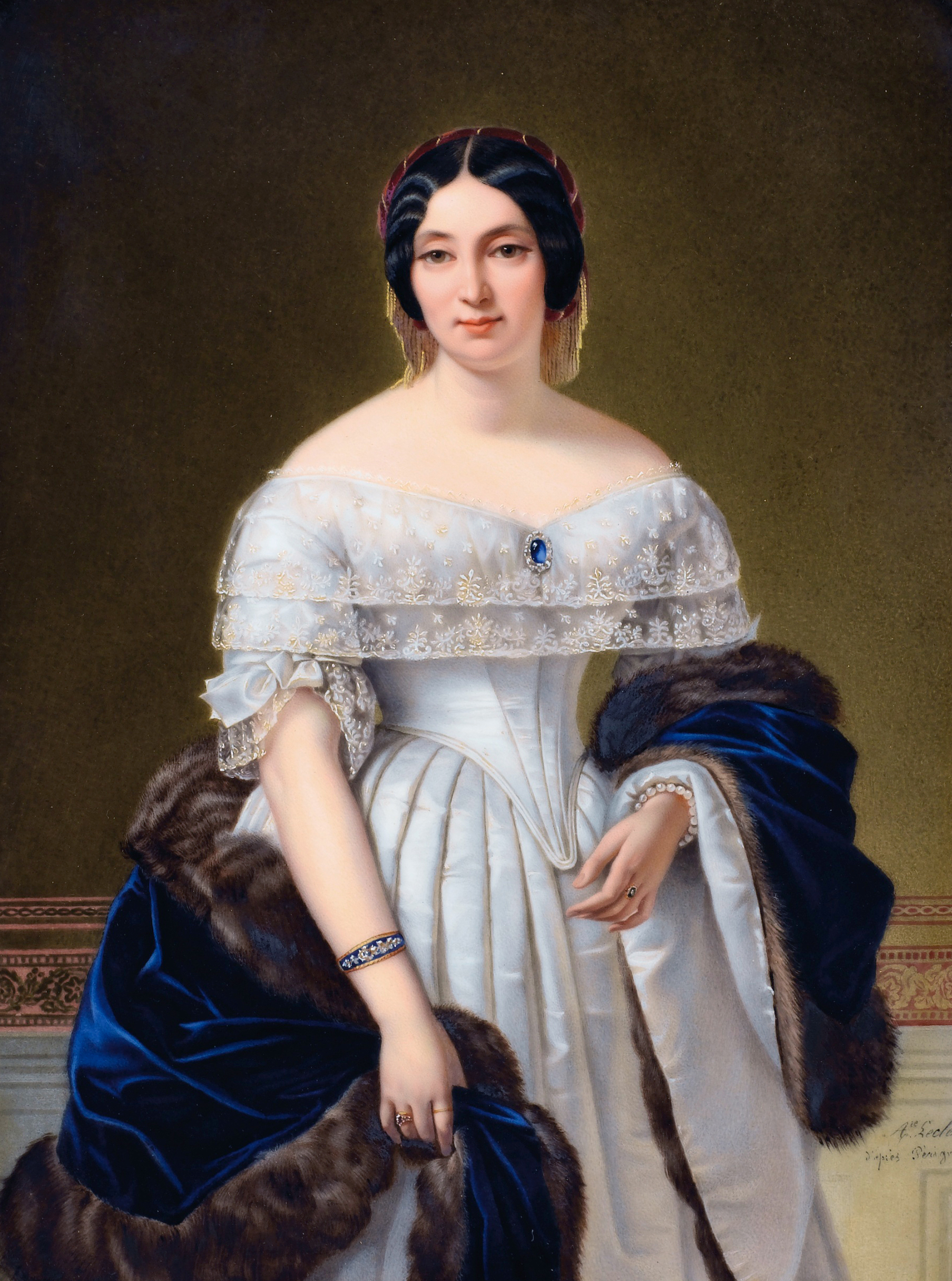
Портрет Жанны Сильвани Арну-Плесси, середина XIX века
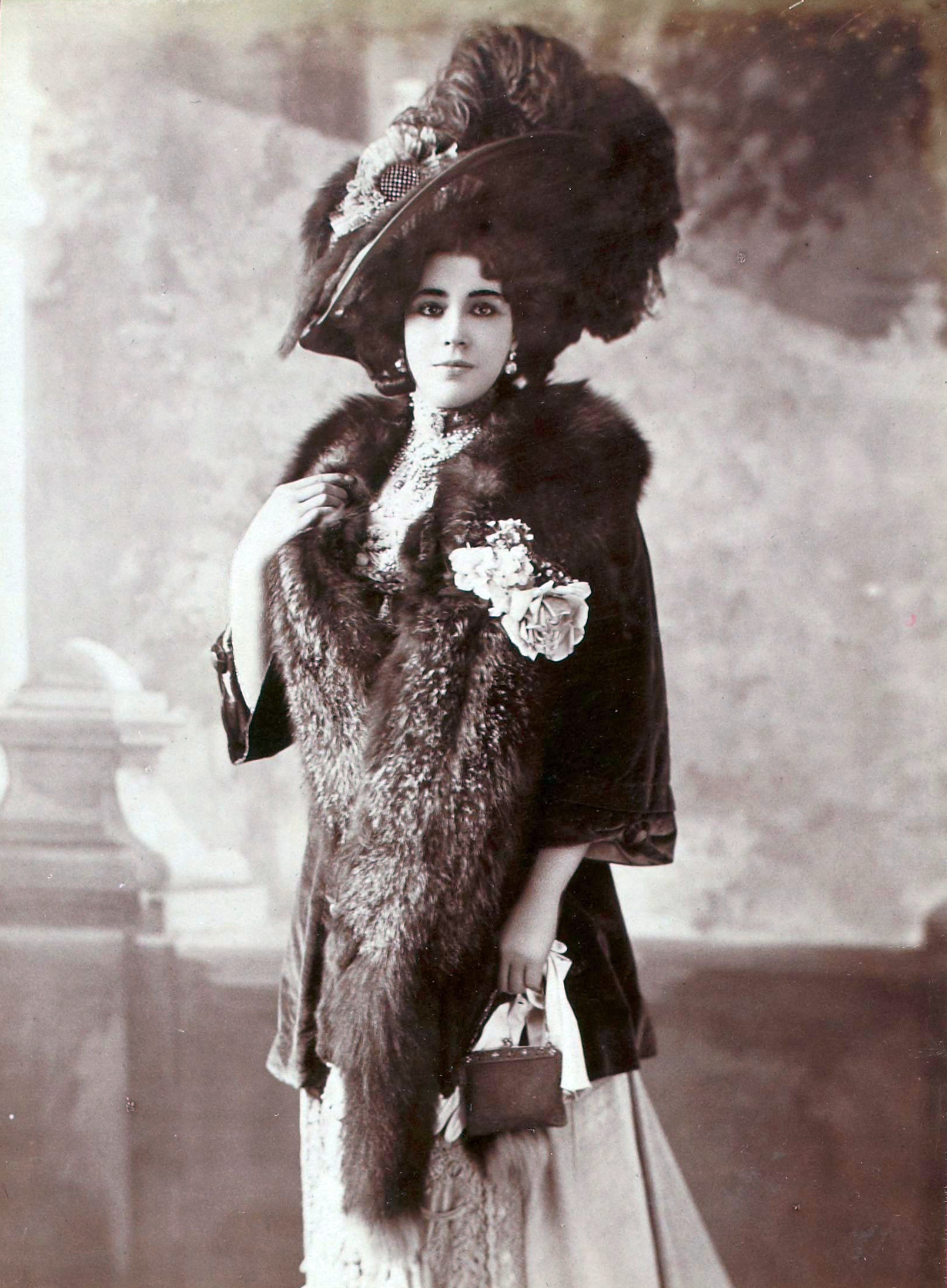
Лола Монтез, между 1875 и 1917 годами
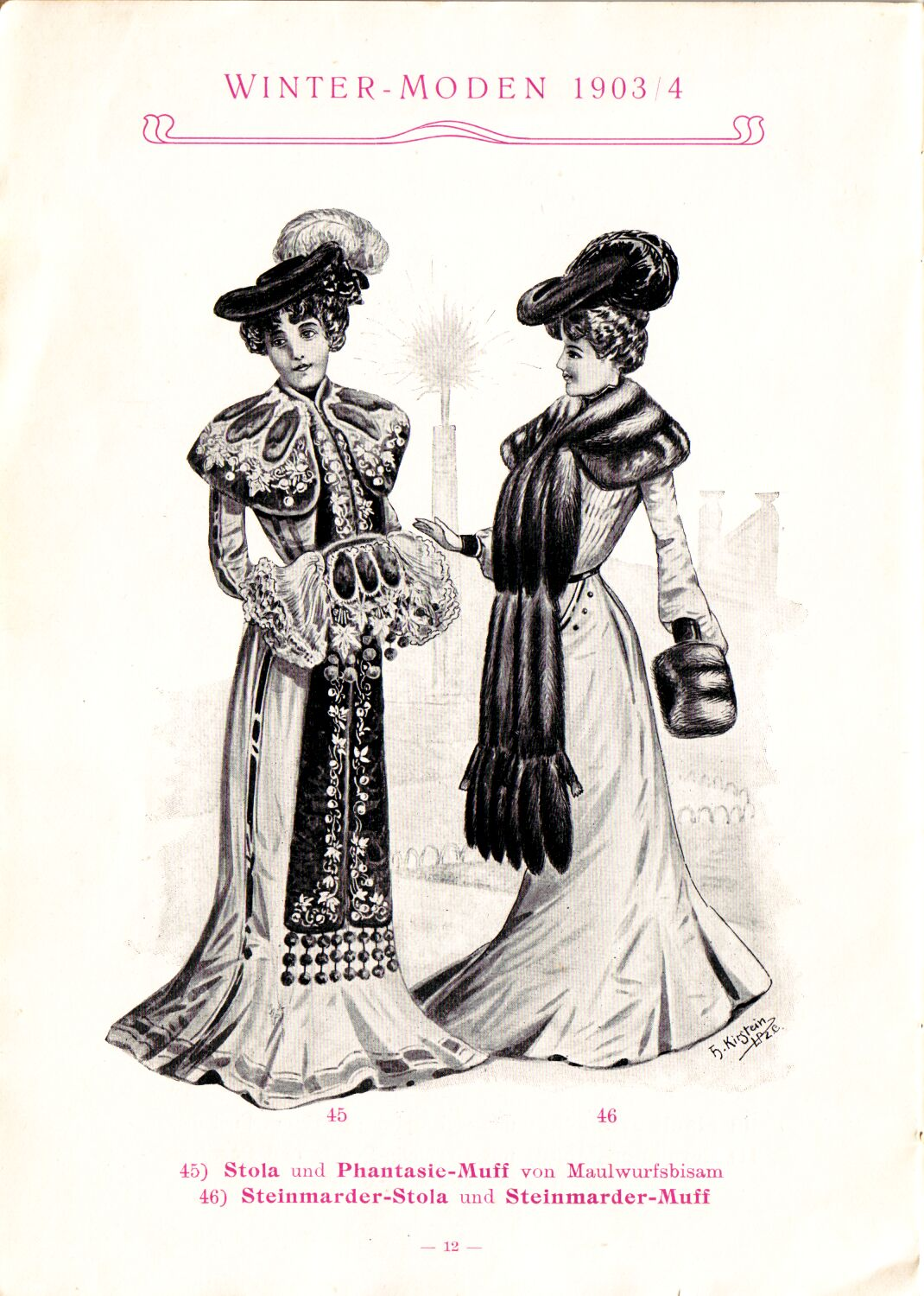
Палантин и муфта из кротового меха. Мода зимы 1903 года в Германии
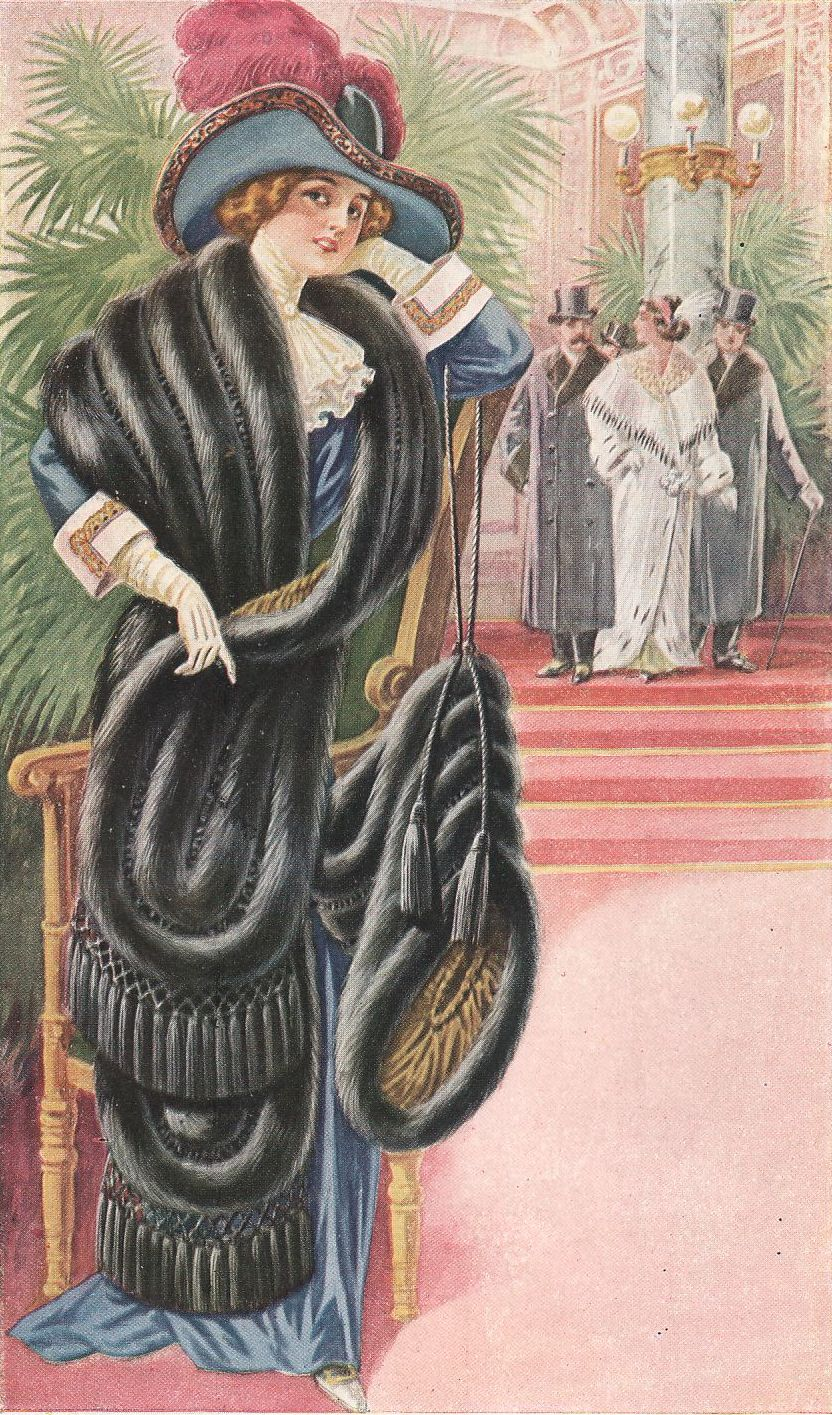
The Ino. J. Mitchell Co., 110, Réaumur, Paris, 1912
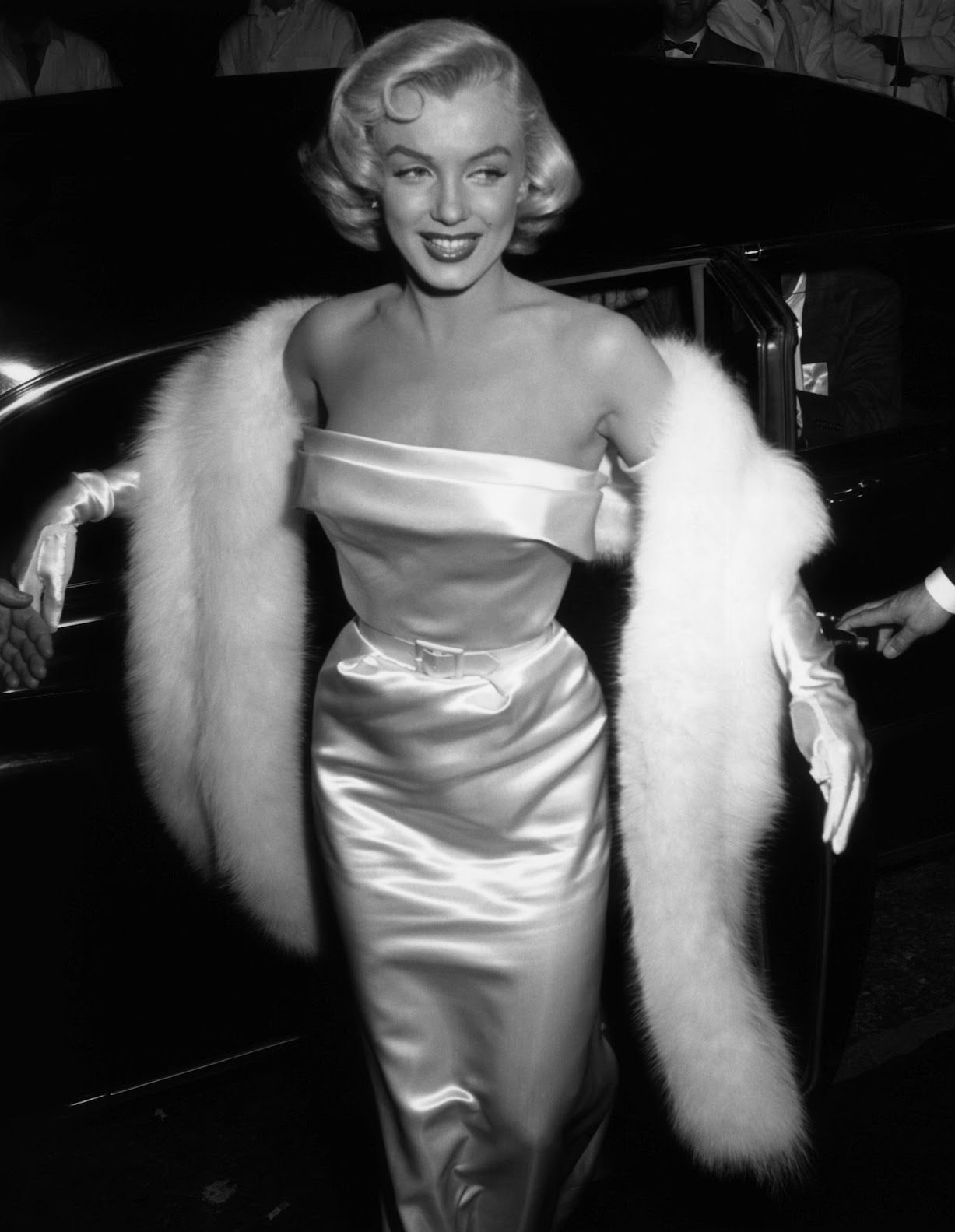
Мэрилин Монро в 1954 году